# Национален археологически музей, Лисабон
Националният археологически музей на Португалия (на португалски: Museu Nacional de Arqueologia) се намира в столицата Лисабон и е един от най-важните португалски музеи в областта на археологията.
Музеят е основан през 1893 година от видния археолог Жозе Лейте де Васконселуш, и от 1903 година заема западното крило на манастира Йеронимуш в лисабонския квартал Бел̀ем. Сградата на музея, която в миналото е била общежитието за монасите, през втората половина на XIX век бива редекорирана в стил нео-мануелин. Музеят е най-важният център на археологическите изследвания в Португалия и в колекцията му влизат експонати от цялата страна.
На входа на музея са разположени две гранитни статуи на лузитански воини, датирани към 1 век и донесени от Северна Португалия. Постоянните изложби са разделени тематично на Древен Египет и на колекции от Съкровища на португалската археология, основно състоящи се от метални предмети, датирани към бронзовата и желязната епоха. Мудеят притежава и значима португалска колекция от римски мозайки, основно от южна Португалия, но също така и от Естремадура (Повоа де Кос) в централната част на страната.
Освен постоянната си изложба, музеят често организира временни изложби, обхващащи различни други тематики.